# 작센주 (프로이센)

작센 주기(州旗)

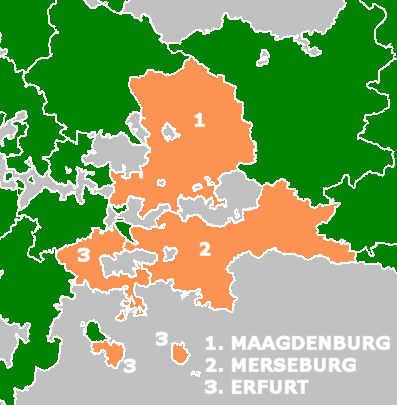
작센 주 지도. 1은 마그데부르크 관구(管區), 2는 메르제부르크 관구, 3은 에르푸르트 관구이다.

작센주(독일어: Provinz Sachsen)는 1816년부터 1945년 사이에 있었던 프로이센의 주이다. 면적 25.529 km2, 주도는 마그데부르크였다. 1947년 소련군정 하에서 안할트와 합병하여 작센안할트 주가 된다.

## 주요 도시
- 마그데부르크 (주도)
- 할레
- 에르푸르트
- 뮐하우젠
- 아이슬레벤
- 비텐베르크
- 크베들린부르크
- 슈텐달
- 줄